# Motovilci
Motovilci (madžarsko Mottolyád, prekmursko nekoč Motošilci) so naselje v Občini Grad.